# Santa Ana (Kalifornia)
Santa Ana város az Egyesült Államokban, Kalifornia délnyugati részén, Los Angeles központjától kb. 70 km-re délkeletre Orange megyében, melynek megyeszékhelye is. Lakossága 325 ezer fő volt 2010-ben, melynek mintegy háromnegyede latin-amerikai eredetű.

## Népesség
| 2010 | 324 528 |
| 2020 | 310 227 |

## A városhoz köthető nevezetes személyiségek
- Stephen Anthony Abas,
- Karl Denson, zenész
- Lenny Dykstra, Baseball-játékos
- Don Edmunds, autóversenyző
- Brianna Glenn, sportoló
- Brett Halsey, színész
- Rosie Jones, golf-játékos
- Matt Leinart, focista
- Bill Medley, énekes (The Righteous Brothers)
- Adele Palmer, jelmeztervező
- Norman Palmer,
- Michelle Pfeiffer, színésznő
- Nick Scandone, tengerész
- Lindsey Stirling, hegedűművész
- Chuck Smith (1927–2013) prédikátor
- Colin Long, jéghoki-játékos

## Fordítás
- Ez a szócikk részben vagy egészben  a   Santa Ana, California című angol Wikipédia-szócikk fordításán alapul.  Az eredeti cikk szerkesztőit annak laptörténete sorolja fel. Ez a jelzés csupán a megfogalmazás eredetét és a szerzői jogokat jelzi, nem szolgál a cikkben szereplő információk forrásmegjelöléseként.
- Ez a szócikk részben vagy egészben  a   Santa Ana (Kalifornien) című német Wikipédia-szócikk fordításán alapul.  Az eredeti cikk szerkesztőit annak laptörténete sorolja fel. Ez a jelzés csupán a megfogalmazás eredetét és a szerzői jogokat jelzi, nem szolgál a cikkben szereplő információk forrásmegjelöléseként.